# Dang Dang 気になる
「Dang Dang 気になる」（だん だん きになる）は、日本の女性歌手である、中村由真の9枚目のシングル。

## 背景
デビュー以来在籍していたフォーライフを離れ、VAPに移籍後初のシングルとなる。
表題曲の「Dang Dang 気になる」は、日本テレビ系アニメ『美味しんぼ』オープニングテーマ、カップリング曲の「LINE」はエンディングテーマとして第24話から最終話まで3年近くに渡って使用された。
中村名義のアルバムには未収録であったが、2011年にリリースされたベスト・アルバム『ゴールデン☆ベスト〜バップ・イヤーズ〜』で、表題曲のみが初収録された。

## 制作

### Dang Dang 気になる
2010年代頃からブームになっているシティ・ポップの波に乗り、今作がDJの間で話題になっているが、作曲を担当した林哲司は、あくまで『美味しんぼ』の主題歌として依頼されて制作したことに過ぎず「正直に言わせてもらうと、自分の中ではプライオリティーが高くないんですよね」と語っており「自分個人の代表する曲として、と言われてしまうと『果たしてそうかな？』という疑問は正直ありますよね」と疑念を抱いているという。

## リリース
1989年6月7日に、VAPから7インチレコード、シングルカセット、8cmCDの3形態でリリースされた。
2017年8月2日に、7インチレコードのみ再発売された。

## 収録曲
| 全作詞: 売野雅勇、全作曲: 林哲司、全編曲: 船山基紀。 |                        |          |            |      |
| #                                                    | タイトル               | 作詞     | 作曲・編曲 | 時間 |
| 1.                                                   | 「Dang Dang 気になる」 | 売野雅勇 | 林哲司     | 3:46 |
| 2.                                                   | 「LINE」               | 売野雅勇 | 林哲司     | 4:40 |
| 合計時間:                                            | 合計時間:              | 8:26     |            |      |

| 全作詞: 売野雅勇、全作曲: 林哲司、全編曲: 船山基紀。 |                                         |          |            |      |
| #                                                    | タイトル                                | 作詞     | 作曲・編曲 | 時間 |
| 1.                                                   | 「Dang Dang 気になる」                  | 売野雅勇 | 林哲司     | 3:46 |
| 2.                                                   | 「Dang Dang 気になる」(ORIGINAL KAROKE) | 売野雅勇 | 林哲司     | 3:46 |
| 合計時間:                                            | 合計時間:                               | 7:32     |            |      |

| 全作詞: 売野雅勇、全作曲: 林哲司、全編曲: 船山基紀。 |                           |          |            |      |
| #                                                    | タイトル                  | 作詞     | 作曲・編曲 | 時間 |
| 1.                                                   | 「LINE」                  | 売野雅勇 | 林哲司     | 4:40 |
| 2.                                                   | 「LINE」(ORIGINAL KAROKE) | 売野雅勇 | 林哲司     | 4:40 |
| 合計時間:                                            | 合計時間:                 | 9:20     |            |      |

## 収録アルバム

### 中村由真
| 曲名               | 作品名                                    | 発売日        | 規格品番   | 備考 |
| ------------------ | ----------------------------------------- | ------------- | ---------- | ---- |
| Dang Dang 気になる | 『ゴールデン☆ベスト〜バップ・イヤーズ〜』 | 2011年5月18日 | VPCC-84173 |      |

### コンピレーション・アルバム
| 曲名               | 作品名                                                                          | 発売日         | 規格品番     | 備考                                                                                        |
| ------------------ | ------------------------------------------------------------------------------- | -------------- | ------------ | ------------------------------------------------------------------------------------------- |
| Dang Dang 気になる | 『アニメホットウェーブ』                                                        | 1990年9月21日  | VPCG-80401   | 日本テレビ系のアニメ主題歌を収録したコンピレーション・アルバム                              |
| Dang Dang 気になる | 『林哲司ソングブック 〜Hit&Rare Tracks〜』                                      | 2001年12月12日 | VPCD-81401   | 作曲家の林哲司が手がけた楽曲を収録したコンピレーション・アルバム                            |
| Dang Dang 気になる | 『SPIRITS 30 ビッグコミックスピリッツ創刊30周年記念 TV & Movie テーマソング集』 | 2010年5月26日  | BVCL-97      | 漫画雑誌『ビッグコミックスピリッツ』創刊30周年を記念したコンピレーション・アルバム          |
| Dang Dang 気になる | 『「美味しんぼ」オリジナル・サウンドトラック アンティパスト』                   | 2017年6月21日  | VPCG-83519   | - 1989年に発売された同名のサウンドトラックの再発盤 - ボーナス・トラックとして収録されている |
| Dang Dang 気になる | 『船山基紀サウンドストーリー 時代のイントロダクション』                         | 2020年12月16日 | MHCL-30654/7 | 編曲家の船山基紀が手がけた楽曲を収録したコンピレーション・アルバム                          |
| LINE               | 『アニメホットウェーブ4』                                                       | 1992年11月1日  | VPCG-83248   | 日本テレビ系のアニメ主題歌を収録したコンピレーション・アルバム                              |
| LINE               | 『「美味しんぼ」オリジナル・サウンドトラック アンティパスト』                   | 2017年6月21日  | VPCG-83519   | - 1989年に発売された同名のサウンドトラックの再発盤 - ボーナス・トラックとして収録されている |

## カバー
| 曲名               | アーティスト                 | 作品名                                                               | 発売日        | 規格品番                   | 備考  |
| ------------------ | ---------------------------- | -------------------------------------------------------------------- | ------------- | -------------------------- | ----- |
| Dang Dang 気になる | 中原小麦（桃井はるこ）       | 『えんどれす さま〜ばけ〜しょん!』                                   | 2004年9月24日 | GNCA-1019                  |       |
| Dang Dang 気になる | 小阪ちひろ starring 阿澄佳奈 | 『神のみぞ知るセカイ キャラクター・カバーALBUM2 〜選曲：若木民喜〜』 | 2014年2月12日 | - GNCA-1289 - (初回限定盤) |       |
| Dang Dang 気になる | 小阪ちひろ starring 阿澄佳奈 | 『神のみぞ知るセカイ キャラクター・カバーALBUM2 〜選曲：若木民喜〜』 | 2014年2月12日 | - GNCA-1290 - (通常盤)     |       |
| Dang Dang 気になる | Tokimeki Records             | 『Dang Dang 気になる (feat. ひかり)』                                | 2020年9月30日 | [ 注釈 1 ]                 |       |
| Dang Dang 気になる | 上坂すみれ                   | 『林哲司 50周年トリビュート サウダージ』                             | 2023年11月8日 | VPCC-86740（初回限定盤）   | [ 6 ] |
| Dang Dang 気になる | 上坂すみれ                   | 『林哲司 50周年トリビュート サウダージ』                             | 2023年11月8日 | VPCC-86741（通常盤）       | [ 6 ] |